# Chiesa di Santa Candida
La chiesa di Santa Candida è stata un edificio sacro di Firenze, già posta sulla strada fuori Porta alla Croce e successivamente demolita.

## Storia e descrizione
La chiesa si trovava appena fuori dalla porta (tanto che in alcune fonti si parla della "porta di Santa Candida"), e fu una prioria, detta anche nel linguaggio popolare di "San Candida". Fu patrocinata da importanti famiglie, come gli Albizi, e fu la prima sede della Compagnia di Sant'Andrea dei Purgatori e Cardatori. Inoltre, per la vicinanza ai patiboli del Prato della Giustizia, qui venivano sepolti i condannati a morte, tanto che esisteva un modo di dire fiorentino di «essere tra le forche e San Candida», nel senso di essere in uno stato di assoluta disperazione.
Fu demolita poco prima dell'assedio di Firenze, per non dare nessun edificio d'appoggio fuori le mura alle truppe imperiali che volevano sottomettere la Repubblica di Firenze.